# Sävar
Sävar este o localitate (zonă urban) situată în partea de nord-est a Suediei în Comitatul Västerbotten, pe valea râului omonim. Aparține administrativ comunei Umeå.